# Jennifer O'Dell
Pour les articles homonymes, voir O'Dell.
Jennifer O’Dell Scarlett (née le 27 novembre 1974 à Ridgecrest, Californie) est une actrice américaine. Elle a joué dans plusieurs séries, notamment Charmed, Beverly Hills 90210 et Les Experts : Miami où elle incarne des personnages secondaires. 

## Filmographie

### Cinéma
- 1999 : Le Diable des glaces : Mary
- 2008 : The Man Who Came Back de Glen Pitre : Elena

### Télévision

#### Téléfilm
- 2006 : Slayer, de Kevin VanHook : Dr. Laurie Williams
- 2007 : Le Nouveau Monde (Saving Sarah Cain) : Madison Miller

#### Série télévisée
- 1999 : Beverly Hills 90210 : Nancy Ann et Katie
- 1999 à 2002 : Le Monde perdu : Veronica
- 2003 : Las Vegas : Liza Cranston (saison 1, épisode 21)
- 2003 : Charmed : Elisa (saison 6, épisode 20)
- 2003 : Scrubs : Stunning woman (saison 3, épisode 4)
- 2004 : Nip/Tuck : Renee (saison 2, épisode 9)
- 2005 : The Closer : L.A. enquêtes prioritaires : Allison Metcalfe (saison 2, épisode 2)
- 2005 : Les Experts : Miami : Charlene Hartford (saison 4, épisode 8)
- 2006 : Shark : Sonja Crawford (saison 1, épisode 15)
- 2006 : Les Experts : Manhattan : Miss Di Martino (saison 3, épisode 17)
- 2007 : Mon oncle Charlie : Margaret (saison 5, épisode 2)
- 2008 : NCIS : Enquêtes spéciales : Dina Rankin (saison 5, épisode 15)